# Елювій

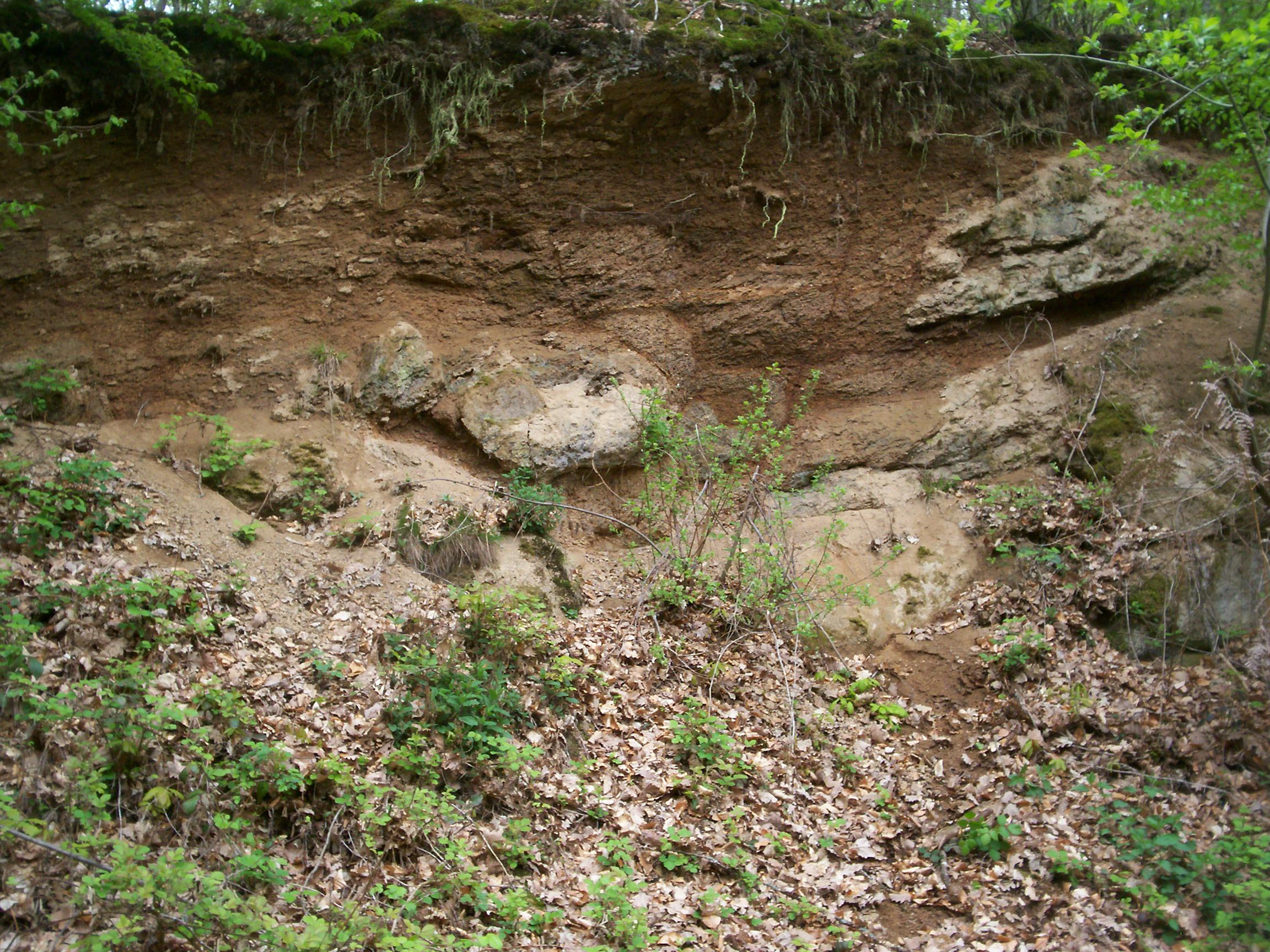
Елювій

Елювій (від лат. eluo — вимиваю) — продукти вивітрювання гірських порід, що не переносяться агентом вивітрювання, а залишаються на місці утворення і зберігають якості материнської породи, утворюючи так звану кору вивітрювання.

## Опис
Елювій формується на горизонтальних поверхнях або на схилах, де слабко протікає денудація.
У залежності від характеру материнських гірських порід і типу вивітрювання продукти вивітрювання можуть мати різну структуру (від уламкової до глинистої) і склад (каоліни, руди заліза, марганцю, алюмінію, нікелю тощо).
Процес видалення матеріалів з геологічних або ґрунтових горизонтів називається елювіацією або вилуговуванням. Існує різниця у використанні цього терміна в геології та ґрунтознавстві. У ґрунтознавстві елювіація — це транспортування ґрунтового матеріалу з верхніх шарів ґрунту на нижні рівні шляхом просочування води вниз через горизонти ґрунту, а накопичення цього матеріалу (ілювіального відкладення) на нижніх рівнях називається ілювіацією. У геології вилучений матеріал не має значення, а родовище (елювіальне родовище) є матеріалом, що залишився. Елювіація відбувається, коли кількість опадів перевищує випаровування.
До елювіальних рудних відкладень відносяться розсипні родовища вольфраму і золота, сформовані осіданням і збагаченням рахунок винесення речовин з меншою густиною.
Алмази у ґрунті, сформованому вивітрюванням кімберліту, каситеритові вкраплення та відкладення колумбіту-танталіту можуть бути розглянуті як елювіальні відкладення. Елювіальне родовище олова Пітінга (Бразилія) є одним із найбільших у світі. Супергенне збагачення багатого апатитом карбонатиту в Онтаріо (США) призвело до утворення значних елювіальних родовищ фосфатної руди.

## Поширення в Україні
Елювіальні утворення поширені на всій території України.
В Українських Карпатах і Кримських горах на крутих схилах вони представлені грубоуламковим матеріалом. На відносно пологих схилах на елювії формуються ґрунти. 
На річкових терасах — молода каолінова кора вивітрювання.
На кристалічних породах Українського щита розвинута потужна (до 60 м і більше) каолінова, рідше латеритна, кора вивітрювання (ортоелювій).
У Дніпровсько-Донецькій і Причорноморській западинах, Донецькому прогині, Волино-Подільській монокліналі поширені кори вивітрювання, утворені на осадових породах (метаелювій).
Своєрідні елювіальні висококремнієві пухкі утворення трапляються на карбонатних породах (півд.-зах. схили Українського щита, Львівська крейдова западина).
Всього на території України виявлено понад 16 різновікових горизонтів викопного елювію.